# Nestegis sandwicensis
Espèce
Nestegis sandwicensis, appelée olopua en hawaïen, est une espèce de plantes à fleurs de la famille des Oleaceae. C'est un arbre endémique de l'archipel d'Hawaï.